# Campeonato Europeu de Futebol de 2024 – Fase final
A fase eliminatória do Campeonato Europeu de Futebol de 2024 começou em 29 de junho de 2024 com as oitavas de final e terminou em 14 de julho de 2024 com a final no Estádio Olímpico de Berlim em Berlim.
Todos os horários listados são o Horário de Verão da Europa Central (UTC+2)

## Formato
Na fase eliminatória, se a partida estiver empatada ao final do tempo normal de jogo, será disputada prorrogação (dois períodos de 15 minutos cada). Se ainda houver empate após a prorrogação, a partida será decidida na disputa de pênaltis .
A UEFA estabeleceu o seguinte calendário para as oitavas de final: 
- Jogo 1 : Vencedor Grupo B vs 3º Grupo A/D/E/F
- Jogo 2 : Vencedor do Grupo A vs Vice-campeão do Grupo C
- Jogo 3 : Vencedor Grupo F vs 3º Grupo A/B/C
- Jogo 4 : Vice-campeão do Grupo D vs Vice-campeão do Grupo E
- Jogo 5 : Vencedor Grupo E vs 3º Grupo A/B/C/D
- Jogo 6 : Vencedor do Grupo D vs Vice-campeão do Grupo F
- Jogo 7 : Vencedor Grupo C vs 3º Grupo D/E/F
- Jogo 8 : Vice-campeão do Grupo A vs Vice-campeão do Grupo B

Tal como acontece com todos os torneios desde o UEFA Euro 1984 , não haverá play-off do terceiro lugar .

### Combinações de partidas nas oitavas de final
Os confrontos específicos envolvendo os terceiros colocados dependiam de quais quatro terceiros colocados se classificassem para os oitavos de final:
| Terceiros colocados classificam-se nos grupos | Terceiros colocados classificam-se nos grupos | Terceiros colocados classificam-se nos grupos | Terceiros colocados classificam-se nos grupos | Terceiros colocados classificam-se nos grupos | Terceiros colocados classificam-se nos grupos |    | 1B vs | 1C vs | 1E vs | 1F vs |
| --------------------------------------------- | --------------------------------------------- | --------------------------------------------- | --------------------------------------------- | --------------------------------------------- | --------------------------------------------- | -- | ----- | ----- | ----- | ----- |
| A                                             | B                                             | C                                             | D                                             |                                               |                                               | 3A | 3D    | 3B    | 3C    |       |
| A                                             | B                                             | C                                             |                                               | E                                             |                                               | 3A | 3E    | 3B    | 3C    |       |
| A                                             | B                                             | C                                             |                                               |                                               | F                                             | 3A | 3F    | 3B    | 3C    |       |
| A                                             | B                                             |                                               | D                                             | E                                             |                                               | 3D | 3E    | 3A    | 3B    |       |
| A                                             | B                                             |                                               | D                                             |                                               | F                                             | 3D | 3F    | 3A    | 3B    |       |
| A                                             | B                                             |                                               |                                               | E                                             | F                                             | 3E | 3F    | 3B    | 3A    |       |
| A                                             |                                               | C                                             | D                                             | E                                             |                                               | 3E | 3D    | 3C    | 3A    |       |
| A                                             |                                               | C                                             | D                                             |                                               | F                                             | 3F | 3D    | 3C    | 3A    |       |
| A                                             |                                               | C                                             |                                               | E                                             | F                                             | 3E | 3F    | 3C    | 3A    |       |
| A                                             |                                               |                                               | D                                             | E                                             | F                                             | 3E | 3F    | 3D    | 3A    |       |
|                                               | B                                             | C                                             | D                                             | E                                             |                                               | 3E | 3D    | 3B    | 3C    |       |
|                                               | B                                             | C                                             | D                                             |                                               | F                                             | 3F | 3D    | 3C    | 3B    |       |
|                                               | B                                             | C                                             |                                               | E                                             | F                                             | 3F | 3E    | 3C    | 3B    |       |
|                                               | B                                             |                                               | D                                             | E                                             | F                                             | 3F | 3E    | 3D    | 3B    |       |
|                                               |                                               | C                                             | D                                             | E                                             | F                                             | 3F | 3E    | 3D    | 3C    |       |

Todas as horas são locais, em CEST (UTC+2).

## Equipes qualificadas
Os dois primeiros colocados de cada um dos seis grupos, juntamente com os quatro terceiros melhores colocados, se classificarão para a fase eliminatória.

| Grupo | Primeiro colocado | Segundo colocado | Terceiros colocados (os quatro melhores se classificam) |
| ----- | ----------------- | ---------------- | ------------------------------------------------------- |
| A     | Alemanha          | Suíça            | –                                                       |
| B     | Espanha           | Itália           | –                                                       |
| C     | Inglaterra        | Dinamarca        | Eslovênia                                               |
| D     | Áustria           | França           | Países Baixos                                           |
| E     | Romênia           | Bélgica          | Eslováquia                                              |
| F     | Portugal          | Turquia          | Geórgia                                                 |

## Esquema
|  | Oitavas de final            | Oitavas de final        |                        |       | Quartas de final | Quartas de final |  |  | Semifinais | Semifinais |  |  | Final | Final |
|  |                             |                         |                        |       |                  |                  |  |  |            |            |  |  |       |       |
|  | 30 de junho – Colônia       |                         |                        |       |                  |                  |  |  |            |            |  |  |       |       |
|  |                             |                         |                        |       |                  |                  |  |  |            |            |  |  |       |       |
|  | Espanha                     | 4                       |                        |       |                  |                  |  |  |            |            |  |  |       |       |
|  | Espanha                     | 4                       | 5 de julho – Stuttgart |       |                  |                  |  |  |            |            |  |  |       |       |
|  | Geórgia                     | 1                       |                        |       |                  |                  |  |  |            |            |  |  |       |       |
|  | Geórgia                     | 1                       | Espanha (pro)          | 2     |                  |                  |  |  |            |            |  |  |       |       |
|  | 29 de junho – Dortmund      |                         | Espanha (pro)          | 2     |                  |                  |  |  |            |            |  |  |       |       |
|  |                             | Alemanha                | 1                      |       |                  |                  |  |  |            |            |  |  |       |       |
|  | Alemanha                    | Alemanha                | 1                      | 2     |                  |                  |  |  |            |            |  |  |       |       |
|  | Alemanha                    |                         | 9 de julho – Munique   | 2     |                  |                  |  |  |            |            |  |  |       |       |
|  | Dinamarca                   | 0                       |                        |       |                  |                  |  |  |            |            |  |  |       |       |
|  | Dinamarca                   | 0                       | Espanha                | 2     |                  |                  |  |  |            |            |  |  |       |       |
|  | 1 de julho – Frankfurt      |                         | Espanha                | 2     |                  |                  |  |  |            |            |  |  |       |       |
|  |                             | França                  | 1                      |       |                  |                  |  |  |            |            |  |  |       |       |
|  | Portugal (pen)              | França                  | 1                      | 0 (3) |                  |                  |  |  |            |            |  |  |       |       |
|  | Portugal (pen)              | 5 de julho – Hamburgo   |                        | 0 (3) |                  |                  |  |  |            |            |  |  |       |       |
|  | Eslovênia                   | 0 (0)                   |                        |       |                  |                  |  |  |            |            |  |  |       |       |
|  | Eslovênia                   | 0 (0)                   | Portugal               | 0 (3) |                  |                  |  |  |            |            |  |  |       |       |
|  | 1 de julho – Düsseldorf     |                         | Portugal               | 0 (3) |                  |                  |  |  |            |            |  |  |       |       |
|  |                             | França (pen)            | 0 (5)                  |       |                  |                  |  |  |            |            |  |  |       |       |
|  | França                      | França (pen)            | 0 (5)                  | 1     |                  |                  |  |  |            |            |  |  |       |       |
|  | França                      |                         | 14 de julho – Berlim   | 1     |                  |                  |  |  |            |            |  |  |       |       |
|  | Bélgica                     | 0                       |                        |       |                  |                  |  |  |            |            |  |  |       |       |
|  | Bélgica                     | 0                       | Espanha                | 2     |                  |                  |  |  |            |            |  |  |       |       |
|  | 2 de julho – Munique        |                         | Espanha                | 2     |                  |                  |  |  |            |            |  |  |       |       |
|  |                             | Inglaterra              | 1                      |       |                  |                  |  |  |            |            |  |  |       |       |
|  | Romênia                     | Inglaterra              | 1                      | 0     |                  |                  |  |  |            |            |  |  |       |       |
|  | Romênia                     | 6 de julho – Berlim     |                        | 0     |                  |                  |  |  |            |            |  |  |       |       |
|  | Países Baixos               | 3                       |                        |       |                  |                  |  |  |            |            |  |  |       |       |
|  | Países Baixos               | 3                       | Países Baixos          | 2     |                  |                  |  |  |            |            |  |  |       |       |
|  | 2 de julho – Leipzig        |                         | Países Baixos          | 2     |                  |                  |  |  |            |            |  |  |       |       |
|  |                             | Turquia                 | 1                      |       |                  |                  |  |  |            |            |  |  |       |       |
|  | Áustria                     | Turquia                 | 1                      | 1     |                  |                  |  |  |            |            |  |  |       |       |
|  | Áustria                     |                         | 10 de julho – Dortmund | 1     |                  |                  |  |  |            |            |  |  |       |       |
|  | Turquia                     | 2                       |                        |       |                  |                  |  |  |            |            |  |  |       |       |
|  | Turquia                     | 2                       | Países Baixos          | 1     |                  |                  |  |  |            |            |  |  |       |       |
|  | 30 de junho – Gelsenkirchen |                         | Países Baixos          | 1     |                  |                  |  |  |            |            |  |  |       |       |
|  |                             | Inglaterra              | 2                      |       |                  |                  |  |  |            |            |  |  |       |       |
|  | Inglaterra (pro)            | Inglaterra              | 2                      | 2     |                  |                  |  |  |            |            |  |  |       |       |
|  | Inglaterra (pro)            | 6 de julho – Düsseldorf |                        | 2     |                  |                  |  |  |            |            |  |  |       |       |
|  | Eslováquia                  | 1                       |                        |       |                  |                  |  |  |            |            |  |  |       |       |
|  | Eslováquia                  | 1                       | Inglaterra (pen)       | 1 (5) |                  |                  |  |  |            |            |  |  |       |       |
|  | 29 de junho – Berlim        |                         | Inglaterra (pen)       | 1 (5) |                  |                  |  |  |            |            |  |  |       |       |
|  |                             | Suíça                   | 1 (3)                  |       |                  |                  |  |  |            |            |  |  |       |       |
|  | Suíça                       | Suíça                   | 1 (3)                  | 2     |                  |                  |  |  |            |            |  |  |       |       |
|  | Suíça                       |                         |                        | 2     |                  |                  |  |  |            |            |  |  |       |       |
|  | Itália                      | 0                       |                        |       |                  |                  |  |  |            |            |  |  |       |       |
|  | Itália                      | 0                       |                        |       |                  |                  |  |  |            |            |  |  |       |       |

## Oitavas de final

### Suíça x Itália
| 29 de junho de 2024 | Suíça                    | 2 – 0     | Itália | Estádio Olímpico, Berlim                      |
| 18:00               | Freuler 37' · Vargas 46' | Relatório |        | Público: 68 172 Árbitro: POL Szymon Marciniak |

| '' | Suíça | Itália | '' |

| GK             | 1  | Yann Sommer       |  |       |
| CB             | 22 | Fabian Schär      |  |       |
| CB             | 5  | Manuel Akanji     |  |       |
| CB             | 13 | Ricardo Rodriguez |  |       |
| RM             | 20 | Michel Aebischer  |  | 90+2' |
| CM             | 8  | Remo Freuler      |  |       |
| CM             | 10 | Granit Xhaka      |  |       |
| LM             | 26 | Fabian Rieder     |  | 71'   |
| RF             | 17 | Ruben Vargas      |  | 71'   |
| CF             | 7  | Breel Embolo      |  | 77'   |
| LF             | 19 | Dan Ndoye         |  | 77'   |
| Substituições: |    |                   |  |       |
| MF             | 14 | Steven Zuber      |  | 71'   |
| DF             | 2  | Leonidas Stergiou |  | 71'   |
| MF             | 16 | Vincent Sierro    |  | 77'   |
| FW             | 18 | Kwadwo Duah       |  | 77'   |
| MF             | 11 | Renato Steffen    |  | 90+2' |
| Treinador:     |    |                   |  |       |
| Murat Yakın    |    |                   |  |       |

| GK                | 1  | Gianluigi Donnarumma |     |     |
| RB                | 2  | Giovanni Di Lorenzo  |     |     |
| CB                | 17 | Gianluca Mancini     | 57' |     |
| CB                | 23 | Alessandro Bastoni   |     |     |
| LB                | 13 | Matteo Darmian       |     | 74' |
| CM                | 16 | Bryan Cristante      |     | 74' |
| CM                | 21 | Nicolò Fagioli       |     | 86' |
| CM                | 18 | Nicolò Barella       | 35' | 64' |
| RF                | 14 | Federico Chiesa      |     |     |
| CF                | 9  | Gianluca Scamacca    |     |     |
| LF                | 22 | Stephan El Shaarawy  | 45' | 46' |
| Substituições:    |    |                      |     |     |
| FW                | 20 | Mattia Zaccagni      |     | 46' |
| FW                | 19 | Mateo Retegui        |     | 64' |
| DF                | 24 | Andrea Cambiaso      |     | 74' |
| MF                | 10 | Lorenzo Pellegrini   |     | 74' |
| MF                | 7  | Davide Frattesi      |     | 86' |
| Treinador:        |    |                      |     |     |
| Luciano Spalletti |    |                      |     |     |

| Homem do Jogo: Ruben Vargas Bandeirinhas: Tomasz Listkiewicz Adam Kupsik Quarto Árbitro: Facundo Tello Quinto Árbitro: Gabriel Chade Árbitro assistente de vídeo: Tomasz Kwiatkowski Árbitros assistentes de árbitro de vídeo: Bartosz Frankowski Bastian Dankert |

### Alemanha x Dinamarca
| 29 de junho de 2024 | Alemanha                        | 2 – 0     | Dinamarca | Signal Iduna Park, Dortmund                 |
| 21:00               | Havertz 53' (pen) · Musiala 68' | Relatório |           | Público: 61 612 Árbitro: ENG Michael Oliver |

| '' | Alemanha | Dinamarca | '' |

| GK                | 1                 | Manuel Neuer       |     |     |
| RB                | 6                 | Joshua Kimmich     |     |     |
| CB                | 2                 | Antonio Rüdiger    |     |     |
| CB                | 15                | Nico Schlotterbeck |     |     |
| LB                | 3                 | David Raum         |     | 81' |
| CM                | 23                | Robert Andrich     |     | 64' |
| CM                | 8                 | Toni Kroos         |     |     |
| RW                | 19                | Leroy Sané         |     | 88' |
| AM                | 21                | İlkay Gündoğan     |     | 64' |
| LW                | 10                | Jamal Musiala      |     | 81' |
| CF                | 7                 | Kai Havertz        |     |     |
| Substituições:    |                   |                    |     |     |
| MF                | 25                | Emre Can           |     | 64' |
| FW                | 9                 | Niclas Füllkrug    |     | 64' |
| DF                | 20                | Benjamin Henrichs  |     | 81' |
| MF                | 17                | Florian Wirtz      |     | 81' |
| DF                | 16                | Waldemar Anton     |     | 88' |
| Treinador:        |                   |                    |     |     |
| Julian Nagelsmann | Julian Nagelsmann | Julian Nagelsmann  | 59' |     |

| GK              | 1               | Kasper Schmeichel     |     |     |
| CB              | 2               | Joachim Andersen      | 57' |     |
| CB              | 3               | Jannik Vestergaard    |     |     |
| CB              | 6               | Andreas Christensen   |     |     |
| DM              | 8               | Thomas Delaney        |     | 69' |
| DM              | 23              | Pierre-Emile Højbjerg |     |     |
| RM              | 18              | Alexander Bah         |     | 81' |
| LM              | 5               | Joakim Mæhle          | 60' |     |
| AM              | 11              | Andreas Skov Olsen    |     | 69' |
| AM              | 10              | Christian Eriksen     |     | 81' |
| CF              | 9               | Rasmus Højlund        |     | 81' |
| Substituições:  |                 |                       |     |     |
| MF              | 15              | Christian Nørgaard    |     | 69' |
| FW              | 20              | Yussuf Poulsen        |     | 69' |
| FW              | 19              | Jonas Wind            |     | 81' |
| MF              | 26              | Jacob Bruun Larsen    |     | 81' |
| DF              | 17              | Victor Kristiansen    |     | 81' |
| Treinador:      |                 |                       |     |     |
| Kasper Hjulmand | Kasper Hjulmand | Kasper Hjulmand       | 41' |     |

| Homem do Jogo: Antonio Rüdiger Bandeirinhas: Stuart Burt Dan Cook Quarto Árbitro: Irfan Peljto Quinto Árbitro: Senad Ibrišimbegović Árbitro assistente de vídeo: Stuart Attwell Árbitros assistentes de árbitro de vídeo: David Coote Massimiliano Irrati |

### Inglaterra x Eslováquia
| 30 de junho de 2024 | Inglaterra                  | 2 – 1 (pro) | Eslováquia  | Veltins-Arena, Gelsenkirchen                  |
| 18:00               | Bellingham 90+5' · Kane 91' | Relatório   | Schranz 25' | Público: 47 244 Árbitro: TUR Halil Umut Meler |

| '' | Inglaterra | Eslováquia | '' |

| GK               | 1  | Jordan Pickford |     |       |
| RB               | 2  | Kyle Walker     |     |       |
| CB               | 5  | John Stones     |     |       |
| CB               | 6  | Marc Guéhi      | 3'  |       |
| LB               | 12 | Kieran Trippier |     | 66'   |
| CM               | 26 | Kobbie Mainoo   | 7'  | 84'   |
| CM               | 4  | Declan Rice     |     |       |
| RW               | 7  | Bukayo Saka     |     |       |
| AM               | 10 | Jude Bellingham | 17' | 106'  |
| LW               | 11 | Phil Foden      |     | 90+4' |
| CF               | 9  | Harry Kane      |     | 106'  |
| Substituições:   |    |                 |     |       |
| MF               | 24 | Cole Palmer     |     | 66'   |
| FW               | 21 | Eberechi Eze    |     | 84'   |
| FW               | 17 | Ivan Toney      |     | 90+4' |
| MF               | 16 | Conor Gallagher |     | 106'  |
| DF               | 14 | Ezri Konsa      |     | 106'  |
| Treinador:       |    |                 |     |       |
| Gareth Southgate |    |                 |     |       |

| GK                | 1  | Martin Dúbravka   |       |       |
| RB                | 2  | Peter Pekarík     | 77'   | 109'  |
| CB                | 3  | Denis Vavro       | 109'  |       |
| CB                | 14 | Milan Škriniar    | 45+1' |       |
| LB                | 16 | Dávid Hancko      |       |       |
| CM                | 19 | Juraj Kucka       | 13'   | 81'   |
| CM                | 22 | Stanislav Lobotka |       |       |
| CM                | 8  | Ondrej Duda       |       | 81'   |
| RF                | 26 | Ivan Schranz      |       | 90+4' |
| CF                | 18 | David Strelec     |       | 61'   |
| LF                | 17 | Lukáš Haraslín    |       | 61'   |
| Substituições:    |    |                   |       |       |
| MF                | 7  | Tomáš Suslov      |       | 61'   |
| FW                | 9  | Róbert Boženík    |       | 61'   |
| MF                | 11 | László Bénes      |       | 81'   |
| MF                | 21 | Matúš Bero        |       | 81'   |
| DF                | 6  | Norbert Gyömbér   | 114'  | 90+4' |
| FW                | 10 | Ľubomír Tupta     |       | 109'  |
| Treinador:        |    |                   |       |       |
| Francesco Calzona |    |                   |       |       |

| Homem do Jogo: Jude Bellingham Bandeirinhas: Mustafa Emre Eyisoy Kerem Ersoy Quarto Árbitro: Rade Obrenović Quinto Árbitro: Jure Praprotnik Árbitro assistente de vídeo: Marco Fritz Árbitros assistentes de árbitro de vídeo: Christian Dingert Tomasz Kwiatkowski |

### Espanha x Geórgia
| 30 de junho de 2024 | Espanha                                             | 4 – 1     | Geórgia               | RheinEnergieStadion, Colônia                   |
| 21:00               | Rodri 39' · Ruiz 51' · Williams 75' · Dani Olmo 83' | Relatório | Le Normand 18' (g.c.) | Público: 42 233 Árbitro: FRA François Letexier |

| '' | Espanha | Geórgia | '' |

| GK                | 23 | Unai Simón         |     |     |
| RB                | 2  | Dani Carvajal      |     | 81' |
| CB                | 3  | Robin Le Normand   |     |     |
| CB                | 14 | Aymeric Laporte    |     |     |
| LB                | 24 | Marc Cucurella     |     | 66' |
| CM                | 20 | Pedri              |     | 52' |
| CM                | 16 | Rodri              |     |     |
| CM                | 8  | Fabián Ruiz        |     | 81' |
| RF                | 19 | Lamine Yamal       |     |     |
| CF                | 7  | Álvaro Morata      | 44' | 66' |
| LF                | 17 | Nico Williams      |     |     |
| Substituições:    |    |                    |     |     |
| CM                | 10 | Dani Olmo          |     | 52' |
| LB                | 12 | Alejandro Grimaldo |     | 66' |
| LF                | 21 | Mikel Oyarzabal    |     | 66' |
| RB                | 22 | Jesús Navas        |     | 81' |
| CM                | 6  | Mikel Merino       |     | 81' |
| Treinador:        |    |                    |     |     |
| Luis de la Fuente |    |                    |     |     |

| GK             | 25 | Giorgi Mamardashvili  |     |     |
| CB             | 15 | Giorgi Gvelesiani     |     | 79' |
| CB             | 4  | Guram Kashia          |     |     |
| CB             | 3  | Lasha Dvali           |     |     |
| RWB            | 2  | Otar Kakabadze        |     |     |
| LWB            | 14 | Luka Lochoshvili      |     | 63' |
| CM             | 10 | Giorgi Chakvetadze    |     | 63' |
| CM             | 17 | Otar Kiteishvili      |     | 41' |
| CM             | 6  | Giorgi Kochorashvili  |     |     |
| CF             | 22 | Georges Mikautadze    |     | 79' |
| CF             | 7  | Khvicha Kvaratskhelia |     |     |
| Substituições: |    |                       |     |     |
| CM             | 18 | Sandro Altunashvili   |     | 41' |
| CM             | 21 | Giorgi Tsitaishvili   |     | 63' |
| CF             | 9  | Zurab Davitashvili    | 71' | 63' |
| CM             | 16 | Nika Kvekveskiri      |     | 79' |
| CF             | 8  | Budu Zivzivadze       |     | 79' |
| Treinador:     |    |                       |     |     |
| Willy Sagnol   |    |                       |     |     |

| Homem do Jogo: Rodri Bandeirinhas: Cyril Mugnier Mehdi Rahmouni Quarto Árbitro: Serdar Gözübüyük Quinto Árbitro: Johan Balder Árbitro assistente de vídeo: Jérôme Brisard Árbitros assistentes de árbitro de vídeo: Willy Delajod Paolo Valeri |

### França x Bélgica
| 1 de julho de 2024 | França                | 1 – 0     | Bélgica | Merkur Spiel-Arena, Düsseldorf            |
| 18:00              | Vertonghen 85' (g.c.) | Relatório |         | Público: 46 810 Árbitro: SWE Glenn Nyberg |

| '' | França | Bélgica | '' |

| GK               | 16 | Mike Maignan        |     |     |
| RB               | 5  | Jules Koundé        |     |     |
| CB               | 4  | Dayot Upamecano     |     |     |
| CB               | 17 | William Saliba      |     |     |
| LB               | 22 | Theo Hernández      |     |     |
| CM               | 13 | N'Golo Kanté        |     |     |
| CM               | 8  | Aurélien Tchouaméni | 14' |     |
| CM               | 14 | Adrien Rabiot       | 24' |     |
| AM               | 7  | Antoine Griezmann   | 23' |     |
| CF               | 15 | Marcus Thuram       |     | 62' |
| CF               | 10 | Kylian Mbappé       |     |     |
| Substituições:   |    |                     |     |     |
| FW               | 12 | Randal Kolo Muani   |     | 62' |
| Treinador:       |    |                     |     |     |
| Didier Deschamps |    |                     |     |     |

| GK               | 1                | Koen Casteels        |       |     |
| RB               | 21               | Timothy Castagne     |       | 88' |
| CB               | 4                | Wout Faes            |       |     |
| CB               | 5                | Jan Vertonghen       | 76'   |     |
| LB               | 3                | Arthur Theate        |       |     |
| CM               | 7                | Kevin De Bruyne      |       |     |
| CM               | 24               | Amadou Onana         |       |     |
| CM               | 11               | Yannick Carrasco     |       | 88' |
| RF               | 20               | Loïs Openda          |       | 63' |
| CF               | 10               | Romelu Lukaku        |       |     |
| LF               | 22               | Jérémy Doku          |       |     |
| Substituições:   |                  |                      |       |     |
| MF               | 18               | Orel Mangala         | 90+3' | 63' |
| FW               | 14               | Dodi Lukebakio       |       | 88' |
| FW               | 17               | Charles De Ketelaere |       | 88' |
| Treinador:       |                  |                      |       |     |
| Domenico Tedesco | Domenico Tedesco | Domenico Tedesco     | 76'   |     |

| Homem do Jogo: Jules Koundé Bandeirinhas: Mahbod Beigi Andreas Söderkvist Quarto Árbitro: Donatas Rumšas Quinto Árbitro: Aleksandr Radiuš Árbitro assistente de vídeo: Pol van Boekel Árbitros assistentes de árbitro de vídeo: Bartosz Frankowski Rob Dieperink |

### Portugal x Eslovênia
| 1 de julho de 2024 | Portugal | 0 – 0 (pro) | Eslovênia | Deutsche Bank Park, Frankfurt               |
| 21:00              |          | Relatório   |           | Público: 46 576 Árbitro: ITA Daniele Orsato |

|                            |       | Penalidades            |  |
| Ronaldo Fernandes B. Silva | 3 – 0 | Iličić Balkovec Verbič |  |

| '' | Portugal | Eslovênia | '' |

| GK               | 22               | Diogo Costa         |      |      |
| RB               | 20               | João Cancelo        |      | 117' |
| CB               | 4                | Rúben Dias          |      |      |
| CB               | 3                | Pepe                |      | 117' |
| LB               | 19               | Nuno Mendes         |      |      |
| CM               | 8                | Bruno Fernandes     |      |      |
| CM               | 6                | João Palhinha       |      |      |
| CM               | 23               | Vitinha             |      | 65'  |
| RF               | 10               | Bernardo Silva      |      |      |
| CF               | 7                | Cristiano Ronaldo   |      |      |
| LF               | 17               | Rafael Leão         |      | 76'  |
| Substituições:   |                  |                     |      |      |
| FW               | 21               | Diogo Jota          |      | 65'  |
| FW               | 26               | Francisco Conceição |      | 76'  |
| DF               | 2                | Nélson Semedo       |      | 117' |
| MF               | 18               | Rúben Neves         |      | 117' |
| Treinador:       |                  |                     |      |      |
| Roberto Martínez | Roberto Martínez | Roberto Martínez    | 111' |      |

| GK             | 1          | Jan Oblak            |        |      |
| RB             | 2          | Žan Karničnik        | 37'    |      |
| CB             | 21         | Vanja Drkušić        | 32'    |      |
| CB             | 6          | Jaka Bijol           | 106'   |      |
| LB             | 3          | Jure Balkovec        | 107'   |      |
| RM             | 20         | Petar Stojanović     |        | 86'  |
| CM             | 22         | Adam Gnezda Čerin    |        |      |
| CM             | 10         | Timi Max Elšnik      |        | 106' |
| LM             | 17         | Jan Mlakar           |        | 74'  |
| CF             | 9          | Andraž Šporar        |        | 74'  |
| CF             | 11         | Benjamin Šeško       |        |      |
| Substituições: |            |                      |        |      |
| MF             | 5          | Jon Gorenc Stanković |        | 74'  |
| FW             | 19         | Žan Celar            | 101'   | 74'  |
| MF             | 7          | Benjamin Verbič      |        | 86'  |
| FW             | 26         | Josip Iličić         |        | 106' |
| Treinador:     |            |                      |        |      |
| Matjaž Kek     | Matjaž Kek | Matjaž Kek           | 105+1' |      |

| Homem do Jogo: Diogo Costa Bandeirinhas: Ciro Carbone Alessandro Giallatini Quarto Árbitro: Espen Eskås Quinto Árbitro: Jan Erik Engan Árbitro assistente de vídeo: Massimiliano Irrati Árbitros assistentes de árbitro de vídeo: Paolo Valeri Marco Fritz |

### Romênia x Países Baixos
| 2 de julho de 2024 | Romênia | 0 – 3     | Países Baixos                | Allianz Arena, Munique                    |
| 18:00              |         | Relatório | Gakpo 20' · Malen 83', 90+3' | Público: 65 012 Árbitro: GER Felix Zwayer |

| '' | Roménia | Países Baixos | '' |

| GK                | 1  | Florin Niță        |     |     |
| RB                | 2  | Andrei Rațiu       |     |     |
| CB                | 3  | Radu Drăgușin      |     |     |
| CB                | 15 | Andrei Burcă       |     |     |
| LB                | 22 | Vasile Mogoș       |     | 38' |
| DM                | 6  | Marius Marin       | 67' | 72' |
| CM                | 21 | Nicolae Stanciu    | 81' | 88' |
| CM                | 18 | Răzvan Marin       |     |     |
| RW                | 20 | Dennis Man         |     |     |
| LW                | 10 | Ianis Hagi         |     | 72' |
| CF                | 19 | Denis Drăguș       |     | 72' |
| Substituições:    |    |                    |     |     |
| DF                | 24 | Bogdan Racovițan   |     | 38' |
| FW                | 13 | Valentin Mihăilă   |     | 72' |
| FW                | 7  | Denis Alibec       |     | 72' |
| MF                | 8  | Alexandru Cicâldău |     | 72' |
| MF                | 14 | Darius Olaru       |     | 88' |
| Treinador:        |    |                    |     |     |
| Edward Iordănescu |    |                    |     |     |

| GK             | 1  | Bart Verbruggen   |       |       |
| RB             | 22 | Denzel Dumfries   | 78'   |       |
| CB             | 6  | Stefan de Vrij    |       |       |
| CB             | 4  | Virgil van Dijk   |       |       |
| LB             | 5  | Nathan Aké        |       | 69'   |
| CM             | 24 | Jerdy Schouten    |       | 69'   |
| CM             | 7  | Xavi Simons       |       |       |
| CM             | 14 | Tijjani Reijnders |       |       |
| RF             | 25 | Steven Bergwijn   |       | 46'   |
| CF             | 10 | Memphis Depay     |       | 90+2' |
| LF             | 11 | Cody Gakpo        |       | 84'   |
| Substituições: |    |                   |       |       |
| FW             | 18 | Donyell Malen     | 90+4' | 46'   |
| MF             | 16 | Joey Veerman      |       | 69'   |
| DF             | 15 | Micky van de Ven  |       | 69'   |
| FW             | 9  | Wout Weghorst     |       | 84'   |
| DF             | 17 | Daley Blind       |       | 90+2' |
| Treinador:     |    |                   |       |       |
| Ronald Koeman  |    |                   |       |       |

| Homem do Jogo: Cody Gakpo Bandeirinhas: Stefan Lupp Marco Achmüller Quarto Árbitro: Daniel Siebert Quinto Árbitro: Jan Seidel Árbitro assistente de vídeo: Bastian Dankert Árbitros assistentes de árbitro de vídeo: Christian Dingert Jérôme Brisard |

### Áustria x Turquia
| 2 de julho de 2024 | Áustria         | 1 – 2     | Turquia         | Red Bull Arena, Leipzig                        |
| 21:00              | Gregoritsch 66' | Relatório | Demiral 1', 59' | Público: 38 305 Árbitro: POR Artur Soares Dias |

| '' | Áustria | Turquia | '' |

| GK             | 13 | Patrick Pentz         |     |     |
| RB             | 5  | Stefan Posch          |     |     |
| CB             | 4  | Kevin Danso           |     |     |
| CB             | 15 | Philipp Lienhart      | 52' | 64' |
| LB             | 16 | Phillipp Mwene        |     | 46' |
| CM             | 6  | Nicolas Seiwald       |     |     |
| CM             | 9  | Marcel Sabitzer       |     |     |
| RW             | 20 | Konrad Laimer         |     | 64' |
| AM             | 19 | Christoph Baumgartner |     |     |
| LW             | 18 | Romano Schmid         | 38' | 46' |
| CF             | 7  | Marko Arnautović      |     |     |
| Substituições: |    |                       |     |     |
| CM             | 8  | Alexander Prass       |     | 46' |
| CF             | 11 | Michael Gregoritsch   |     | 46' |
| CB             | 2  | Maximilian Wöber      |     | 64' |
| CM             | 10 | Florian Grillitsch    |     | 64' |
| Treinador:     |    |                       |     |     |
| Ralf Rangnick  |    |                       |     |     |

| GK                | 1  | Mert Günok                |     |     |
| RB                | 18 | Mert Müldür               |     |     |
| CB                | 14 | Abdülkerim Bardakcı       |     |     |
| CB                | 3  | Merih Demiral             |     |     |
| LB                | 20 | Ferdi Kadıoğlu            |     |     |
| CM                | 16 | İsmail Yüksek             | 42' | 58' |
| CM                | 22 | Kaan Ayhan                |     |     |
| RW                | 21 | Barış Alper Yılmaz        |     |     |
| AM                | 6  | Orkun Kökçü               | 11' | 83' |
| LW                | 19 | Kenan Yıldız              |     | 78' |
| CF                | 8  | Arda Güler                |     | 78' |
| Substituições:    |    |                           |     |     |
| CM                | 15 | Salih Özcan               |     | 58' |
| CM                | 5  | Okay Yokuşlu              |     | 78' |
| LW                | 7  | Muhammed Kerem Aktürkoğlu |     | 78' |
| CM                | 17 | İrfan Kahveci             |     | 83' |
| Treinador:        |    |                           |     |     |
| Vincenzo Montella |    |                           |     |     |

| Homem do Jogo: Merih Demiral Bandeirinhas: Paulo Soares Pedro Ribeiro Quarto Árbitro: Mykola Balakin Quinto Árbitro: Oleksandr Berkut Árbitro assistente de vídeo: Tiago Martins Árbitros assistentes de árbitro de vídeo: Juan Martínez Munuera Massimiliano Irrati |

## Quartas de final

### Espanha x Alemanha
| 5 de julho de 2024 | Espanha                | 2 – 1 (pro) | Alemanha  | MHPArena, Stuttgart                         |
| 18:00              | Olmo 51' · Merino 119' | Relatório   | Wirtz 89' | Público: 54 000 Árbitro: ENG Anthony Taylor |

| '' | Espanha | Alemanha | '' |

| GK                | 23 | Unai Simón       | 82'          |      |
| RB                | 2  | Dani Carvajal    | 100', 120+6' |      |
| CB                | 3  | Robin Le Normand | 29'          | 46'  |
| CB                | 14 | Aymeric Laporte  |              |      |
| LB                | 24 | Marc Cucurella   |              |      |
| CM                | 16 | Rodri            | 110'         |      |
| CM                | 8  | Fabián Ruiz      | 120'         | 102' |
| RW                | 19 | Lamine Yamal     |              | 63'  |
| AM                | 20 | Pedri            |              | 8'   |
| LW                | 17 | Nico Williams    |              | 80'  |
| CF                | 7  | Álvaro Morata    | 120'         | 80'  |
| Substituições:    |    |                  |              |      |
| CM                | 10 | Dani Olmo        |              | 7'   |
| CB                | 4  | Nacho Fernández  |              | 46'  |
| FW                | 11 | Ferran Torres    | 74'          | 63'  |
| MF                | 6  | Mikel Merino     |              | 67'  |
| FW                | 21 | Mikel Oyarzabal  |              | 67'  |
| FW                | 9  | Joselu           |              | 102' |
| Treinador:        |    |                  |              |      |
| Luis de la Fuente |    |                  |              |      |

| GK                          | 1  | Manuel Neuer           |      |     |
| RB                          | 6  | Joshua Kimmich         |      |     |
| CB                          | 2  | Antonio Rüdiger        | 13'  |     |
| CB                          | 4  | Jonathan Tah           |      | 80' |
| LB                          | 3  | David Raum             | 28'  | 57' |
| CM                          | 25 | Emre Can               |      | 46' |
| CM                          | 8  | Toni Kroos             | 67'  |     |
| RW                          | 10 | Jamal Musiala          |      |     |
| AM                          | 21 | İlkay Gündoğan         |      | 57' |
| LW                          | 19 | Leroy Sané             |      | 46' |
| CF                          | 7  | Kai Havertz            |      | 91' |
| Substituições:              |    |                        |      |     |
| MF                          | 17 | Florian Wirtz          | 94'  | 46' |
| MF                          | 23 | Robert Andrich         | 56'  | 46' |
| DF                          | 18 | Maximilian Mittelstädt | 73'  | 57' |
| FW                          | 9  | Niclas Füllkrug        |      | 57' |
| FW                          | 13 | Thomas Müller          |      | 80' |
| DF                          | 16 | Waldemar Anton         |      | 91' |
| Outras ações disciplinares: |    |                        |      |     |
| MF                          | 15 | Nico Schlotterbeck     | 89'  |     |
| FW                          | 26 | Deniz Undav            | 113' |     |
| Treinador:                  |    |                        |      |     |
| Julian Nagelsmann           |    |                        |      |     |

| Homem do Jogo: Dani Olmo Bandeirinhas: Gary Beswick Adam Nunn Quarto Árbitro: Ivan Kružliak Quinto Árbitro: Jan Pozor Árbitro assistente de vídeo: Stuart Attwell Árbitros assistentes de árbitro de vídeo: Bartosz Frankowski Massimiliano Irrati |

### Portugal x França
| 5 de julho de 2024 | Portugal | 0 – 0 (pro) | França | Volksparkstadion, Hamburgo                  |
| 21:00              |          | Relatório   |        | Público: 47 789 Árbitro: ENG Michael Oliver |

|                                         |       | Penalidades                             |  |
| Ronaldo B. Silva João Félix Nuno Mendes | 3 – 5 | Dembélé Fofana Koundé Barcola Hernández |  |

| '' | Portugal | França | '' |

| GK               | 22 | Diogo Costa         |     |       |
| RB               | 20 | João Cancelo        | 74' |       |
| CB               | 3  | Pepe                |     |       |
| CB               | 4  | Rúben Dias          |     |       |
| LB               | 19 | Nuno Mendes         |     |       |
| CM               | 23 | Vitinha             |     | 119'  |
| CM               | 6  | João Palhinha       | 79' | 90+2' |
| CM               | 8  | Bruno Fernandes     |     | 74'   |
| RF               | 10 | Bernardo Silva      |     |       |
| CF               | 7  | Cristiano Ronaldo   |     |       |
| LF               | 17 | Rafael Leão         |     | 106'  |
| Substituições:   |    |                     |     |       |
| DF               | 2  | Nélson Semedo       |     | 74'   |
| FW               | 26 | Francisco Conceição |     | 74'   |
| MF               | 18 | Rúben Neves         |     | 90+2' |
| FW               | 11 | João Félix          |     | 106'  |
| MF               | 16 | Matheus Nunes       |     | 119'  |
| Treinador:       |    |                     |     |       |
| Roberto Martínez |    |                     |     |       |

| GK               | 16 | Mike Maignan        |     |      |
| RB               | 5  | Jules Koundé        |     |      |
| CB               | 4  | Dayot Upamecano     |     |      |
| CB               | 17 | William Saliba      | 84' |      |
| LB               | 22 | Theo Hernández      |     |      |
| CM               | 13 | N'Golo Kanté        |     |      |
| CM               | 8  | Aurélien Tchouaméni |     |      |
| CM               | 6  | Eduardo Camavinga   |     | 91'  |
| AM               | 7  | Antoine Griezmann   |     | 67'  |
| CF               | 12 | Randal Kolo Muani   |     | 86'  |
| CF               | 10 | Kylian Mbappé       |     | 106' |
| Substituições:   |    |                     |     |      |
| FW               | 11 | Ousmane Dembélé     |     | 67'  |
| FW               | 15 | Marcus Thuram       |     | 86'  |
| MF               | 19 | Youssouf Fofana     |     | 91'  |
| FW               | 25 | Bradley Barcola     |     | 106' |
| Treinador:       |    |                     |     |      |
| Didier Deschamps |    |                     |     |      |

| Homem do Jogo: Ousmane Dembélé Bandeirinhas: Stuart Burt Dan Cook Quarto Árbitro: Szymon Marciniak Quinto Árbitro: Tomasz Listkiewicz Árbitro assistente de vídeo: Pol van Boekel Árbitros assistentes de árbitro de vídeo: David Coote Tomasz Kwiatkowski |

### Inglaterra x Suíça
| 6 de julho de 2024 | Inglaterra | 1 – 1 (pro) | Suíça      | Merkur Spiel-Arena, Düsseldorf              |
| 18:00              | Saka 80'   | Relatório   | Embolo 75' | Público: 46 907 Árbitro: ITA Daniele Orsato |

|                                               |       | Penalidades                  |  |
| Palmer Bellingham Saka Toney Alexander-Arnold | 5 – 3 | Akanji Schär Shaqiri Amdouni |  |

| '' | Inglaterra | Suiça | '' |

| GK               | 1  | Jordan Pickford        |      |      |
| CB               | 2  | Kyle Walker            |      |      |
| CB               | 5  | John Stones            |      |      |
| CB               | 14 | Ezri Konsa             | 78'  |      |
| RWB              | 12 | Kieran Trippier        | 78'  |      |
| LWB              | 7  | Bukayo Saka            |      |      |
| CM               | 26 | Kobbie Mainoo          | 78'  |      |
| CM               | 4  | Declan Rice            |      |      |
| AM               | 10 | Jude Bellingham        |      |      |
| AM               | 11 | Phil Foden             | 115' |      |
| CF               | 9  | Harry Kane             | 67'  | 109' |
| Substituições:   |    |                        |      |      |
| DF               | 3  | Luke Shaw              | 46'  |      |
| MF               | 21 | Eberechi Eze           | 78'  |      |
| MF               | 24 | Cole Palmer            | 78'  |      |
| FW               | 17 | Ivan Toney             | 109' |      |
| DF               | 8  | Trent Alexander-Arnold | 115' |      |
| Treinador:       |    |                        |      |      |
| Gareth Southgate |    |                        |      |      |

| GK             | 1  | Yann Sommer       |      |      |
| CB             | 22 | Fabian Schär      | 32'  |      |
| CB             | 5  | Manuel Akanji     |      |      |
| CB             | 13 | Ricardo Rodriguez |      |      |
| RM             | 26 | Fabian Rieder     | 64'  |      |
| CM             | 8  | Remo Freuler      | 118' |      |
| CM             | 10 | Granit Xhaka      |      |      |
| LM             | 20 | Michel Aebischer  | 118' |      |
| RF             | 19 | Dan Ndoye         | 98'  |      |
| CF             | 7  | Breel Embolo      | 109' |      |
| LF             | 17 | Ruben Vargas      | 64'  |      |
| Substituições: |    |                   |      |      |
| DF             | 3  | Silvan Widmer     | 85'  | 64'  |
| MF             | 14 | Steven Zuber      | 64'  |      |
| DF             | 6  | Denis Zakaria     | 98'  |      |
| MF             | 23 | Xherdan Shaqiri   |      | 108' |
| MF             | 16 | Vincent Sierro    |      | 118' |
| FW             | 25 | Zeki Amdouni      |      | 118' |
| Treinador:     |    |                   |      |      |
| Murat Yakın    |    |                   |      |      |

| Homem do Jogo: Bukayo Saka Bandeirinhas: Ciro Carbone Alessandro Giallatini Quarto Árbitro: Daniel Siebert Quinto Árbitro: Rafael Foltyn Árbitro assistente de vídeo: Massimiliano Irrati Árbitros assistentes de árbitro de vídeo: Paolo Valeri Bastian Dankert |

### Países Baixos x Turquia
| 6 de julho de 2024 | Países Baixos                   | 2 – 1     | Turquia     | Estádio Olímpico, Berlim                    |
| 21:00              | de Vrij 70' · Müldür 76' (g.c.) | Relatório | Akaydin 35' | Público: 70 091 Árbitro: FRA Clément Turpin |

| '' | Países Baixos | Turquia | '' |

| GK             | 1  | Bart Verbruggen   |     |     |
| RB             | 22 | Denzel Dumfries   |     |     |
| CB             | 6  | Stefan de Vrij    |     |     |
| CB             | 4  | Virgil van Dijk   | 64' |     |
| LB             | 5  | Nathan Aké        | 54' | 73' |
| CM             | 24 | Jerdy Schouten    |     |     |
| CM             | 7  | Xavi Simons       | 30' | 87' |
| CM             | 14 | Tijjani Reijnders | 73' |     |
| RF             | 25 | Steven Bergwijn   | 46' |     |
| CF             | 10 | Memphis Depay     | 87' |     |
| LF             | 11 | Cody Gakpo        |     |     |
| Substituições: |    |                   |     |     |
| FW             | 9  | Wout Weghorst     | 46' |     |
| Df             | 15 | Joey Veerman      | 73' |     |
| MF             | 16 | Micky van de Van  | 73' |     |
| MF             | 12 | Jeremie Frimpong  | 87' |     |
| FW             | 21 | Joshua Zirkzee    | 87' |     |
| Treinador:     |    |                   |     |     |
| Ronald Koeman  |    |                   |     |     |

| GK                          | 1                 | Mert Günok            |       |     |
| CB                          | 22                | Kaan Ayhan            | 89'   |     |
| CB                          | 4                 | Samet Akaydin         | 82'   |     |
| CB                          | 14                | Abdülkerim Bardakcı   |       |     |
| RWB                         | 18                | Mert Müldür           | 82'   |     |
| LWB                         | 20                | Ferdi Kadıoğlu        |       |     |
| RM                          | 21                | Barış Alper Yılmaz    |       |     |
| CM                          | 15                | Salih Özcan           | 77'   |     |
| CM                          | 10                | Hakan Çalhanoğlu      |       |     |
| LM                          | 19                | Kenan Yıldız          | 77'   |     |
| CF                          | 8                 | Arda Güler            |       |     |
| Substituições:              |                   |                       |       |     |
| DF                          | 5                 | Okay Yokuşlu          | 77'   |     |
| MF                          | 7                 | Kerem Aktürkoğlu      | 77'   |     |
| DF                          | 2                 | Zeki Çelik            | 82'   |     |
| FW                          | 9                 | Cenk Tosun            | 90+4' | 82' |
| FW                          | 24                | Semih Kılıçsoy        | 89'   |     |
| Treinador:                  |                   |                       |       |     |
| Vincenzo Montella           | Vincenzo Montella | Vincenzo Montella     | 90+5' |     |
| Outras ações disciplinares: |                   |                       |       |     |
| FW                          | 26                | Bertuğ Özgür Yıldırım | 90+6' |     |

| Homem do Jogo: Stefan de Vrij Bandeirinhas: Nicolas Danos Benjamin Pages Quarto Árbitro: Felix Zwayer Quinto Árbitro: Marco Achmüller Árbitro assistente de vídeo: Jérôme Brisard Árbitros assistentes de árbitro de vídeo: Willy Delajod Marco Fritz |

## Semifinais

### Espanha x França
| 9 de julho de 2024 | Espanha              | 2 – 1     | França        | Allianz Arena, Munique                     |
| 21:00              | Yamal 21' · Olmo 25' | Relatório | Kolo Muani 9' | Público: 62 042 Árbitro: SVN Slavko Vinčić |

| '' | Espanha | França | '' |

| GK                | 23 | Unai Simón       |       |       |
| RB                | 22 | Jesús Navas      | 14'   | 58'   |
| CB                | 4  | Nacho            |       |       |
| CB                | 14 | Aymeric Laporte  |       |       |
| LB                | 24 | Marc Cucurella   |       |       |
| CM                | 16 | Rodri            |       |       |
| CM                | 8  | Fabián Ruiz      |       |       |
| RW                | 19 | Lamine Yamal     | 90+1' | 90+4' |
| AM                | 10 | Dani Olmo        |       | 76'   |
| LW                | 17 | Nico Williams    |       | 90+3' |
| CF                | 7  | Álvaro Morata    |       | 76'   |
| Substituições:    |    |                  |       |       |
| DF                | 5  | Daniel Vivian    |       | 58'   |
| FW                | 21 | Mikel Oyarzabal  |       | 76'   |
| MF                | 6  | Mikel Merino     |       | 76'   |
| MF                | 18 | Martín Zubimendi |       | 90+3' |
| FW                | 11 | Ferran Torres    |       | 90+4' |
| Treinador:        |    |                  |       |       |
| Luis de la Fuente |    |                  |       |       |

| GK               | 16 | Mike Maignan        |     |     |
| RB               | 5  | Jules Koundé        |     |     |
| CB               | 4  | Dayot Upamecano     |     |     |
| CB               | 17 | William Saliba      |     |     |
| LB               | 22 | Theo Hernández      |     |     |
| CM               | 13 | N'Golo Kanté        |     | 62' |
| CM               | 8  | Aurélien Tchouaméni | 60' |     |
| CM               | 14 | Adrien Rabiot       |     | 62' |
| RF               | 11 | Ousmane Dembélé     |     | 79' |
| CF               | 12 | Randal Kolo Muani   |     | 62' |
| LF               | 10 | Kylian Mbappé       |     |     |
| Substituições:   |    |                     |     |     |
| MF               | 6  | Eduardo Camavinga   | 89' | 62' |
| MF               | 7  | Antoine Griezmann   |     | 62' |
| FW               | 25 | Bradley Barcola     |     | 62' |
| FW               | 9  | Olivier Giroud      |     | 79' |
| Treinador:       |    |                     |     |     |
| Didier Deschamps |    |                     |     |     |

| Homem do Jogo: Bandeirinhas: Tomaž Klančnik Andraž Kovačič Quarto Árbitro: Ivan Kružliak Quinto Árbitro: Branislav Hancko Árbitro assistente de vídeo: Nejc Kajtazovič Árbitros assistentes de árbitro de vídeo: Paolo Valeri Massimiliano Irrati |

### Países Baixos x Inglaterra
| 10 de julho de 2024 | Países Baixos  | 1 – 2     | Inglaterra                   | Signal Iduna Park, Dortmund               |
| 21:00               | Xavi Simons 7' | Relatório | Kane 18' (pen) · Watkins 90' | Público: 60 926 Árbitro: GER Felix Zwayer |

| '' | Países Baixos | Inglaterra | '' |

| GK            | 1  | Bart Verbruggen   |
| RB            | 22 | Denzel Dumfries   |
| CB            | 6  | Stefan de Vrij    |
| CB            | 4  | Virgil van Dijk   |
| LB            | 5  | Nathan Aké        |
| CM            | 24 | Jerdy Schouten    |
| CM            | 7  | Xavi Simons       |
| CM            | 14 | Tijjani Reijnders |
| RF            | 18 | Donyell Malen     |
| CF            | 10 | Memphis Depay     |
| LF            | 11 | Cody Gakpo        |
| Treinador:    |    |                   |
| Ronald Koeman |    |                   |

| GK               | 1  | Jordan Pickford |
| CB               | 2  | Kyle Walker     |
| CB               | 5  | John Stones     |
| CB               | 6  | Marc Guéhi      |
| RM               | 7  | Bukayo Saka     |
| CM               | 26 | Kobbie Mainoo   |
| CM               | 4  | Declan Rice     |
| LM               | 12 | Kieran Trippier |
| RF               | 11 | Phil Foden      |
| CF               | 9  | Harry Kane      |
| LF               | 10 | Jude Bellingham |
| Treinador:       |    |                 |
| Gareth Southgate |    |                 |

| Homem do Jogo: Bandeirinhas: Stefan Lupp Marco Achmüller Quarto Árbitro: Daniel Siebert Quinto Árbitro: Rafael Foltyn Árbitro assistente de vídeo: Bastian Dankert Árbitros assistentes de árbitro de vídeo: Christian Dingert Marco Fritz |

## Final
| 14 de julho | Espanha                      | 2 – 1     | Inglaterra | Estádio Olímpico, Berlim                       |
| 21:00       | Williams 47' · Oyarzabal 86' | Relatório | Palmer 73' | Público: 65 600 Árbitro: FRA François Letexier |

| '' | Espanha | Inglaterra | '' |